# イオンレイクタウン

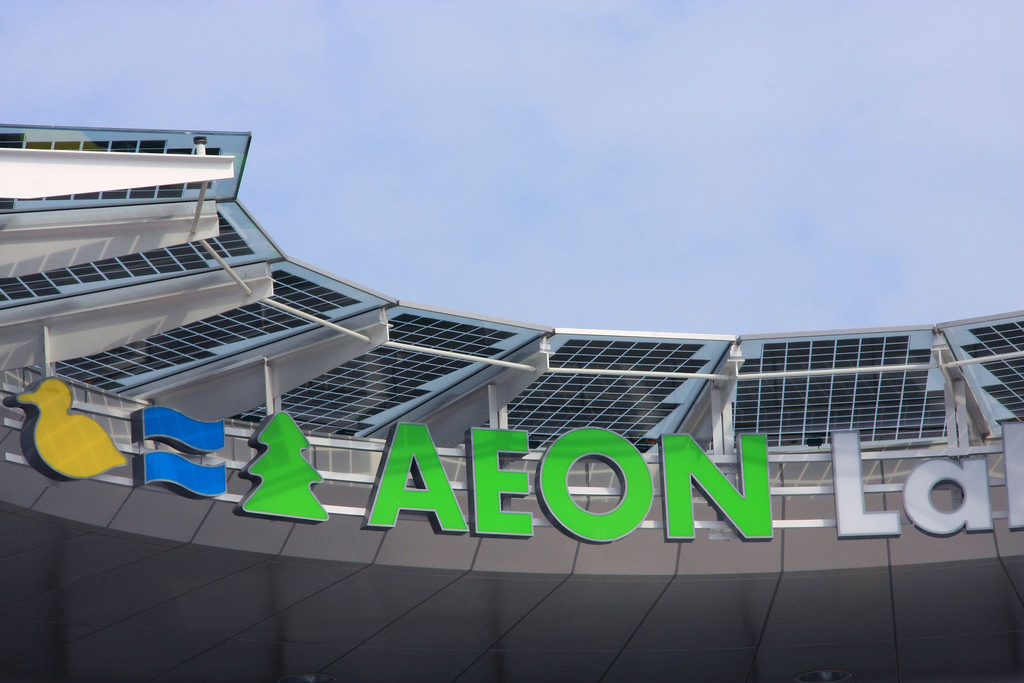
イオンのソーラーパネル

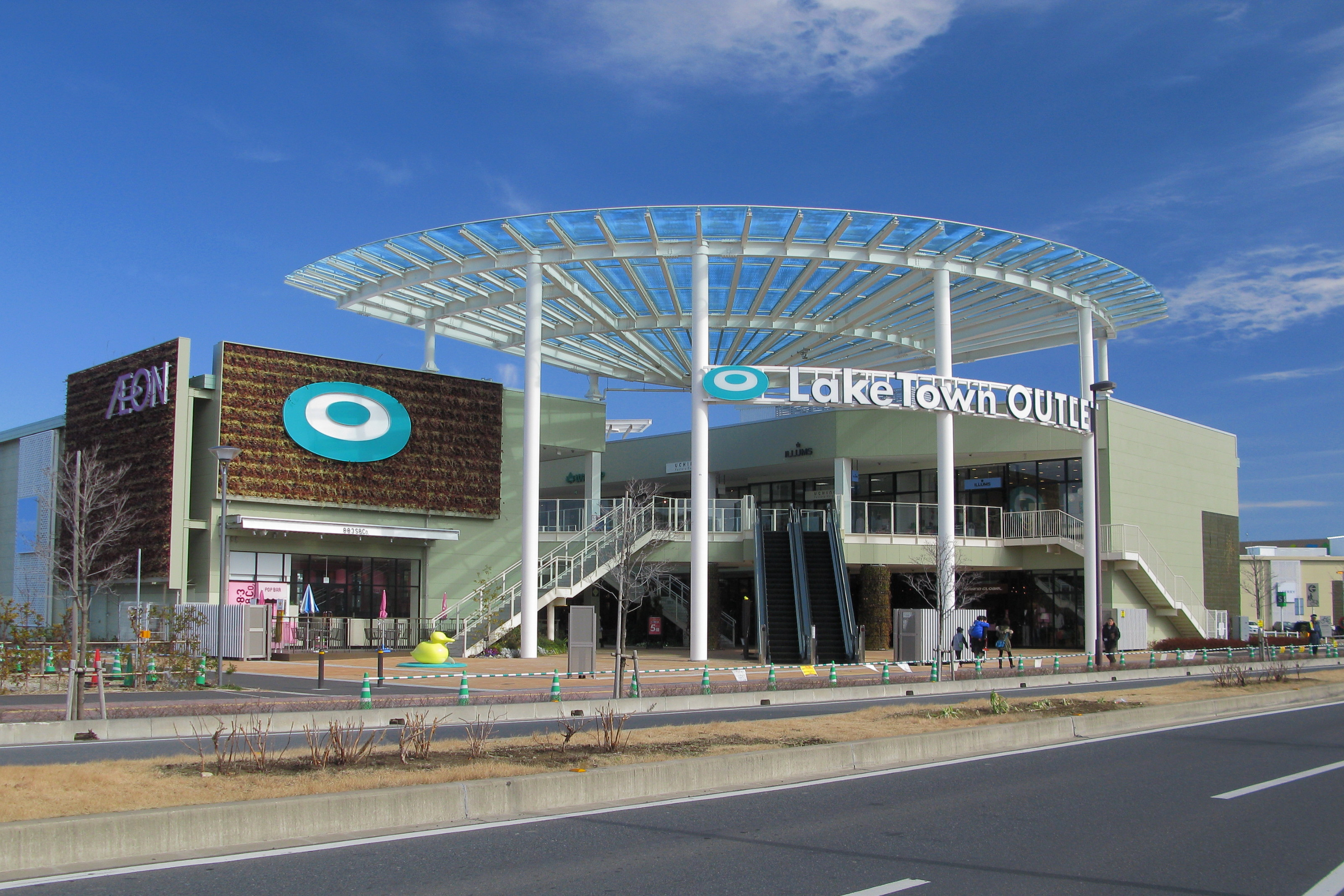
レイクタウンアウトレット

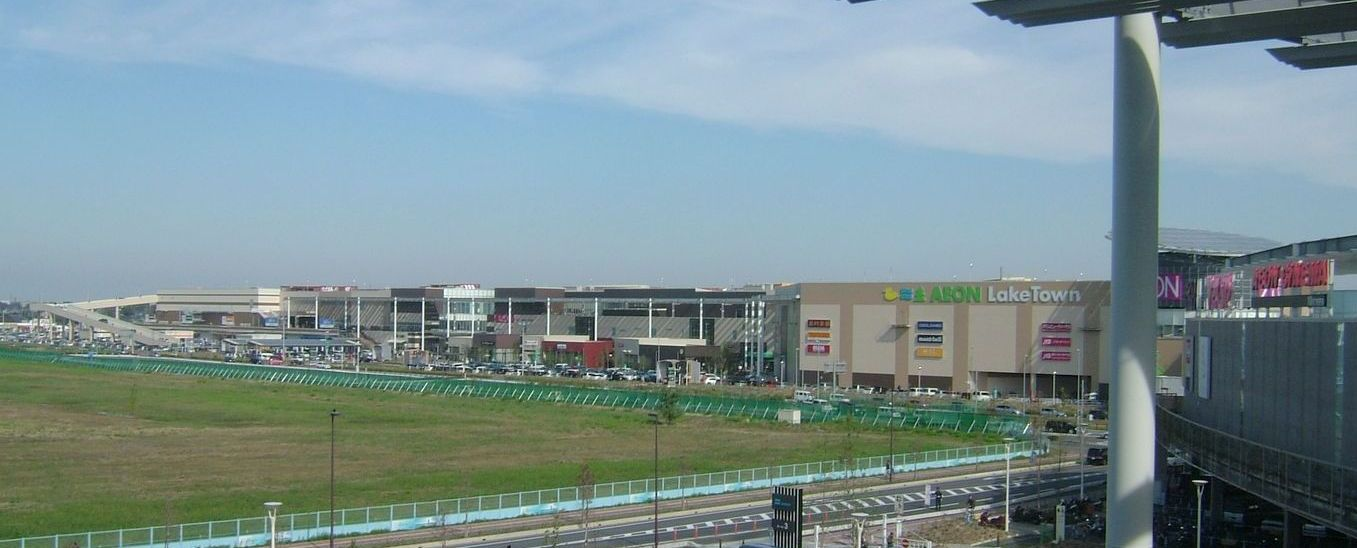
kaze棟よりmori棟を望む

イオンレイクタウン（AEON LakeTown）は、埼玉県越谷市レイクタウンにあるショッピングセンター（SC）。管理運営はイオンモール株式会社が行っている。

## 概要
JR武蔵野線越谷レイクタウン駅北口駅前に立地する。「kaze棟」「mori棟」「アウトレット棟」の3棟で構成される。デベロッパーはイオンリテールとイオンモールが共同で担当。当初は「kaze棟」はイオンモールが運営・管理し、それ以外（「mori棟」・「アウトレット棟」）は、イオンリテールが運営・管理していたが、2013年1月1日からは、イオンモールに一本化された。
2008年9月26日よりソフト（プレ）オープン、10月2日よりグランドオープン。kaze棟、mori棟を合わせると245,223m2の商業施設面積（店舗数は710）、10,400台の駐車場及び7,100台の駐輪場を備えた超巨大ショッピングモールである。3棟をそれぞれ3つのショッピングセンターとするとイオンモールの旗艦店であるイオンモール幕張新都心が国内で最大の店舗面積を誇るショッピングセンターになるが、3棟を合算して一つの商業施設とするとイオンレイクタウンが店舗面積で国内1位となる。

### 施設概要
- 所在地
  - kaze棟：埼玉県越谷市レイクタウン四丁目2番地2（北緯35度52分40.3秒 東経139度49分29.8秒 / 北緯35.877861度 東経139.824944度）
  - mori棟：埼玉県越谷市レイクタウン三丁目1番地1（北緯35度52分55.3秒 東経139度49分41.4秒 / 北緯35.882028度 東経139.828167度）
  - アウトレット棟：埼玉県越谷市レイクタウン四丁目1番地1（北緯35度52分51秒 東経139度49分30.2秒 / 北緯35.88083度 東経139.825056度）
- 運営管理：イオンモール（株）
- 敷地面積：約337,000m2
- 延床面積：約393,000m2
- 店舗面積：約245,000m2
- モール総延長：約1,090m（2F部分・kaze ⇔ moriを行き来出来るのは、2F連絡通路のみ）
- 建物：地上3階建（地下なし）
- 駐車場：約10,400台（kazeエリア、moriエリア、アウトレットエリア合計）
- 駐輪場：約7,100台（自転車、オートバイ250cc以下）

## 沿革
越谷市の都市計画事業である「越谷レイクタウン地区計画」の一環として、田畑や湿地帯を造成して出来た広大な区画内に建設。当初の予定では越谷レイクタウン駅の開業に合わせ、2008年（平成20年）春のオープンを予定していたが、建築確認の手続き等の遅れにより、同年10月2日オープンへと変更されている。
- 2007年（平成19年）
  - 5月 - 着工。
  - 6月 - 届出。
- 2008年（平成20年）
  - 9月7日 - 「イオンふるさとの森づくり植樹祭」開催。
  - 9月26日〜10月1日 - 試験開業期間、全店舗ソフトオープン（10月1日までの営業時間：9時より）。
  - 10月2日 - 越谷市東町四丁目21番地1（kaze棟）、越谷市東町二丁目8番地（mori棟）[注 3][注 4]に正式開業[3]（グランドオープン。グランドオープン期間：10月5日までの営業時間：9時より）。
- 2011年（平成23年）
  - 3月1日 - 核店舗のひとつである「ジャスコレイクタウン店」が「イオンレイクタウン店」に店舗名を変更。
  - 4月29日 - 増床により3棟目の施設である「レイクタウンアウトレット」（Lake Town OUTLET）が、越谷市東町四丁目50番地にオープン[7]。イオン直営では初のアウトレットモールである。
  - 5月23日 - 日本で初めて、国際SC協会（ICSC）世界大会において「サステナブル デザイン アワード」最高賞を受賞[8]
  - 11月3日 - 核店舗のひとつである「越谷レイクタウンビブレ」が「ビブレジーン」に店舗名を変更しリニューアル[注 5]。
- 2014年（平成26年）
  - 5月1日 - エフエムナックファイブで放送が始まった「中田ちさとのちさトーク」（「The Nutty Radio Show おに魂」木曜コーナー）を冠スポンサー・一社提供で提供開始。2015年9月24日に終了。
  - 11月14日 - 所在地の住所を、越谷市レイクタウン四丁目2番地2（kaze棟）、越谷市レイクタウン三丁目1番地1（mori棟）、越谷市レイクタウン四丁目1番地1（アウトレット棟）に変更。
- 2015年（平成27年）
  - 4月24日 - 2期に分けて行われる大規模リニューアルの一環として、新規出店193店舗・移転70店舗・改装89店舗の計352店舗を刷新して第1期リニューアルオープン。同時に、moriエリアの核店舗である「イオンレイクタウン店」も「イオンスタイルレイクタウン」に店舗名を変更しリニューアル[9]。
  - 10月1日 - 終了した「ちさとーく」後継で放送開始された「向井地美音のみーおんたいむ」を引き続き提供。
- 2024年（令和6年）
  - 3月29日 - アウトレット棟について、駐車場の一部を店舗に転用した増床棟の新設と、新規34店舗を含む計64店舗の刷新を行いリニューアルオープン。また、増床棟新設に伴いアウトレット棟からkaze棟に連結するブリッジが新設[10][11]。

## 主なテナント

### kazeエリア
レイクタウンゲート（駅前側）
- ペットシティ
- ミニストップ

核テナント
- マルエツ（売場面積1,945m2[12]） - イオンと提携後初めてイオン系のSC内に出店する[13]（ボンベルタ成田以来）[注 6]

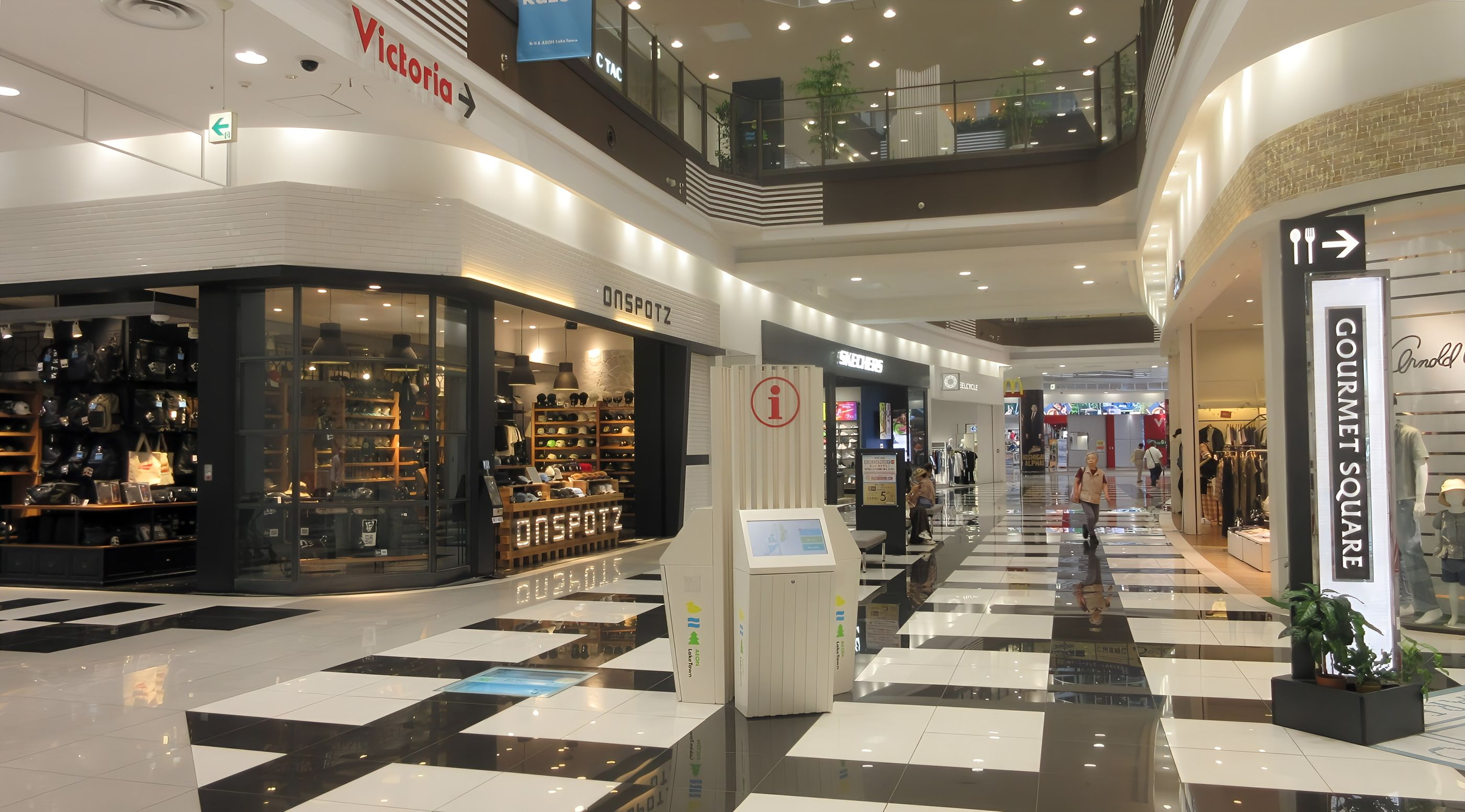
1Fの通路
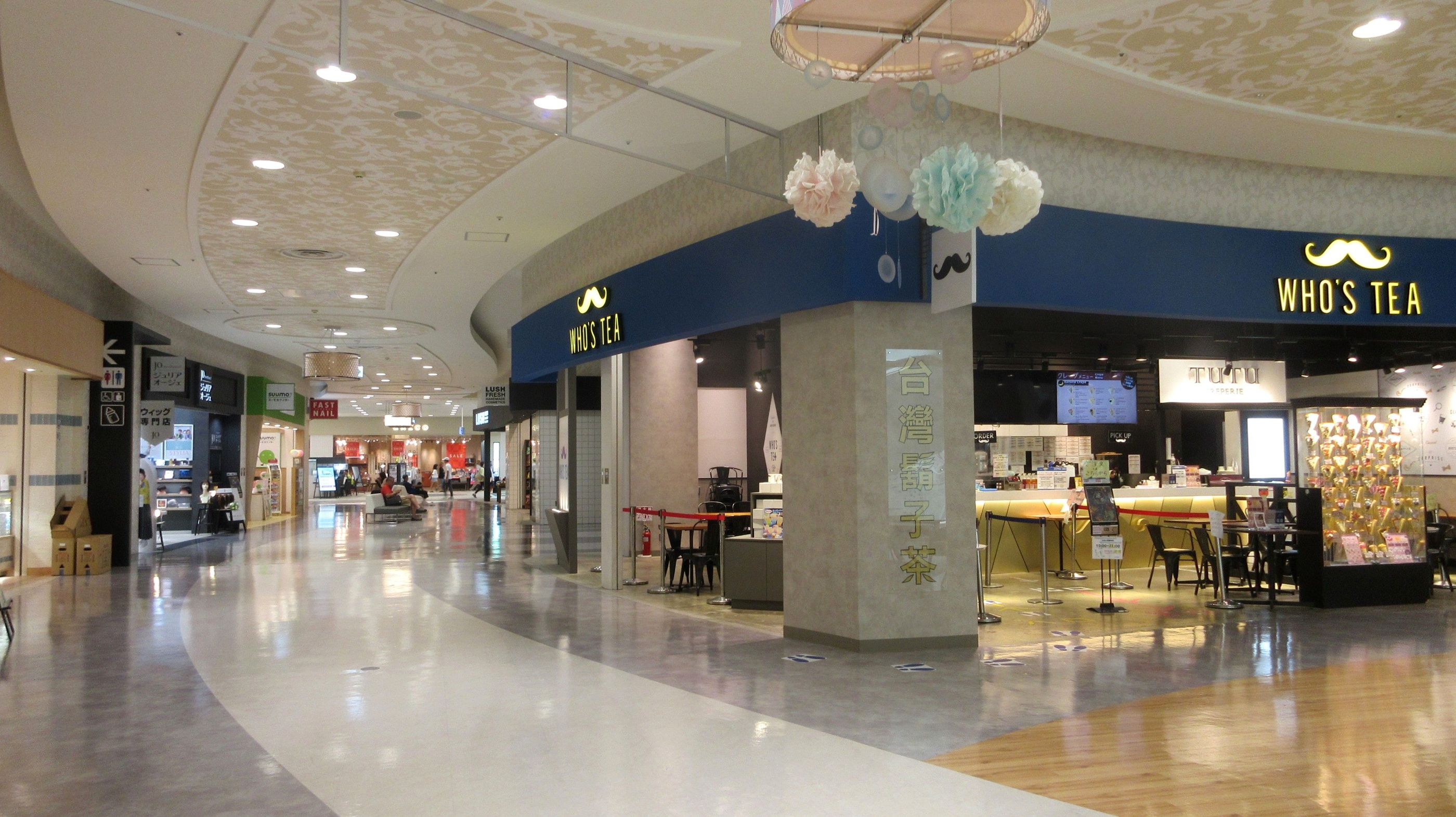
2F 中央エスカレーター付近
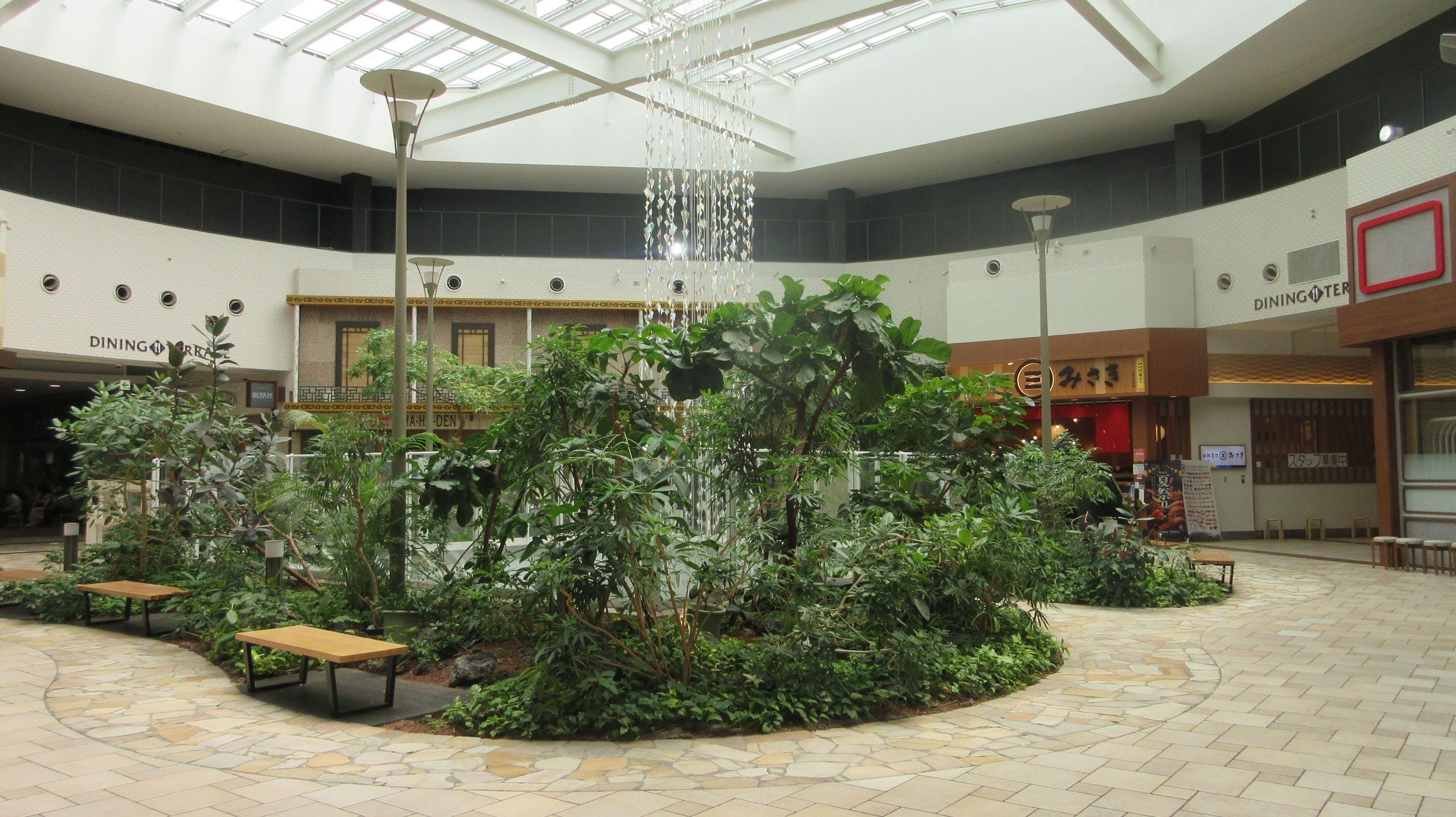
3F レストラン
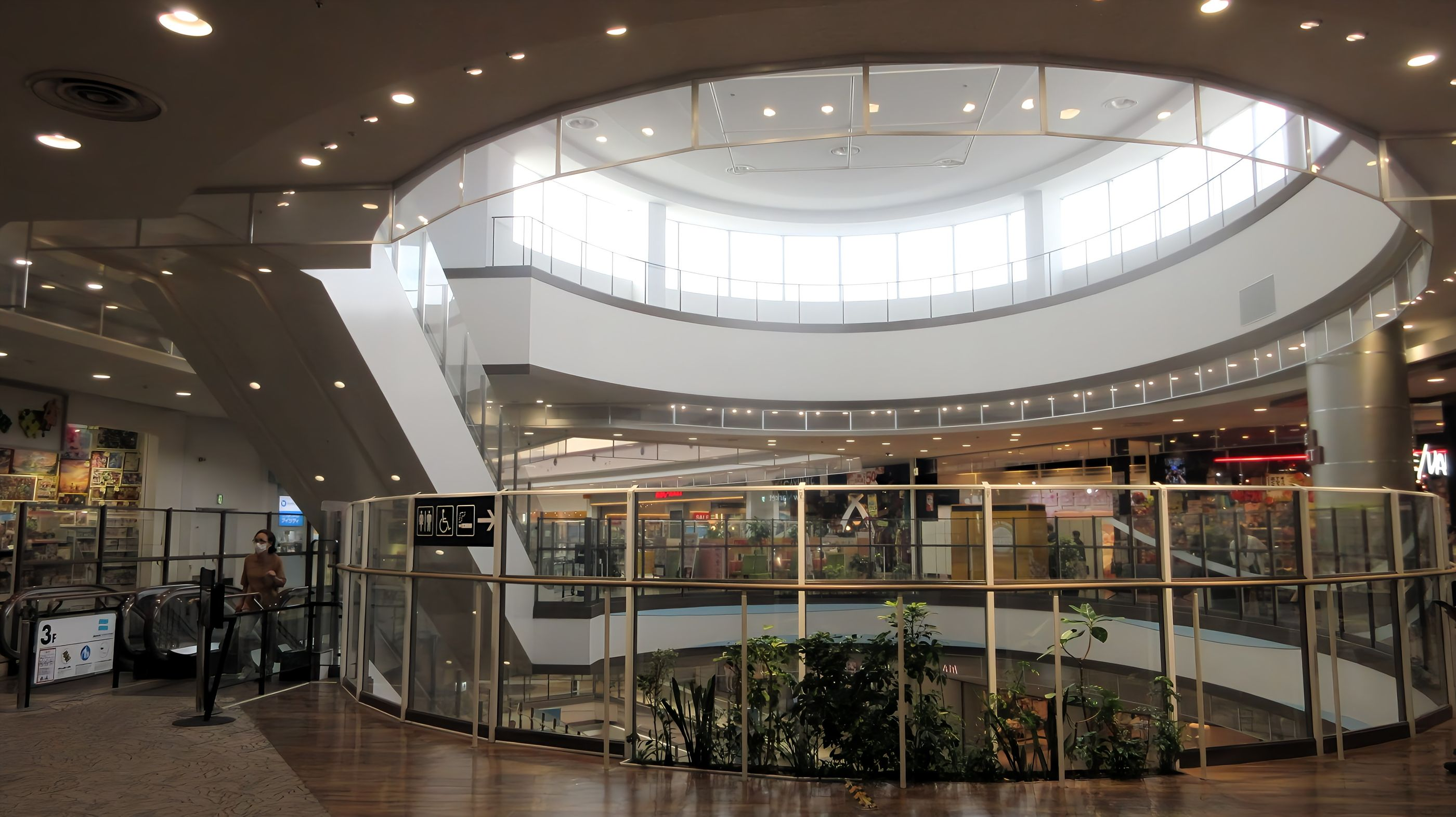
3F_時の広場(吹き抜け)

専門店
- Y's Road（ワイズロード）[14]
- ヴィクトリアスポーツモール
- TSUTAYA （明文堂書店）
- GAP
- イオンシネマ
- ヴィレッジヴァンガード[注 7]
- 成城石井
- サンジェルマン
- Francfranc
- Vivitix
- fossil
- R.O.U
- エムアイプラザ

kaze
- 1Fの通路
- 2F 中央エスカレーター付近
- 3F レストラン
- 3F_時の広場(吹き抜け)

### moriエリア
エフエムナックファイブ『The Nutty Radio Show おに魂」木曜日のコーナー「中田ちさとのちさトーク』で中田ちさと本人が毎週1店に取材に入り、その様子は番組中で放送される。2015年9月24日終了したが、代わって同年10月1日から始まった「向井地美音のみーおんたいむ」に引き継がれた。やはり向井地（代理で佐々木優佳里が出演することもある）が毎週1店に取材に入り、コーナー中で紹介する。
核テナント
- イオンスタイルレイクタウン - 開業時はジャスコレイクタウン店。店舗ブランドの統合に伴い、イオンレイクタウン店となった後、現名称に変更された。

専門店
- トヨタモール
- スポーツオーソリティ
- モンベルクラブ
- ICI石井スポーツ
- ノジマ
- ナムコランド
- モーリーファンタジー
- タワーレコード
- 未来屋書店
- 島村楽器
- エヴィスジーンズ
- アニメイト
- PECOS（ペコス）[17]

mori

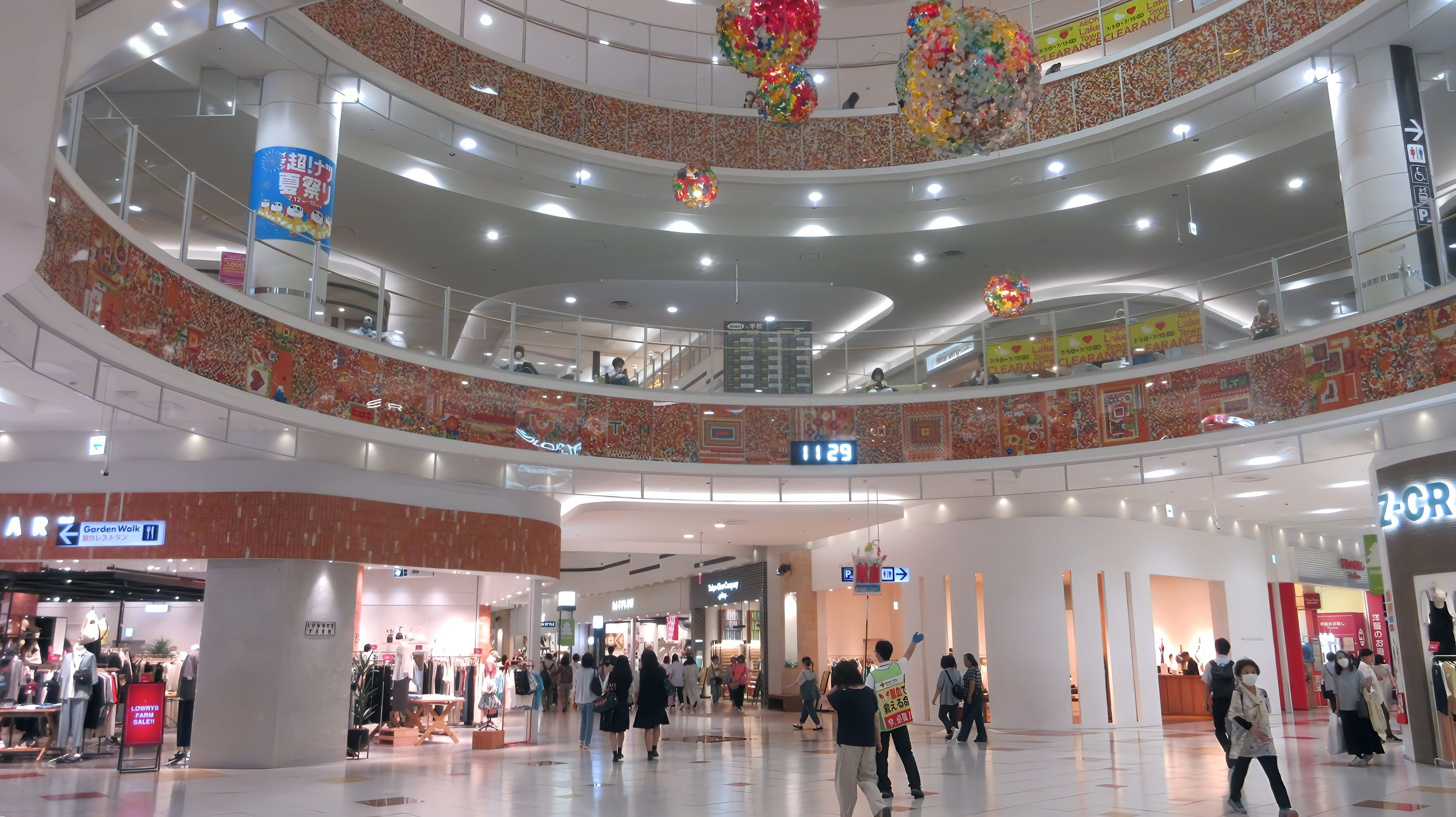
1F 花の広場
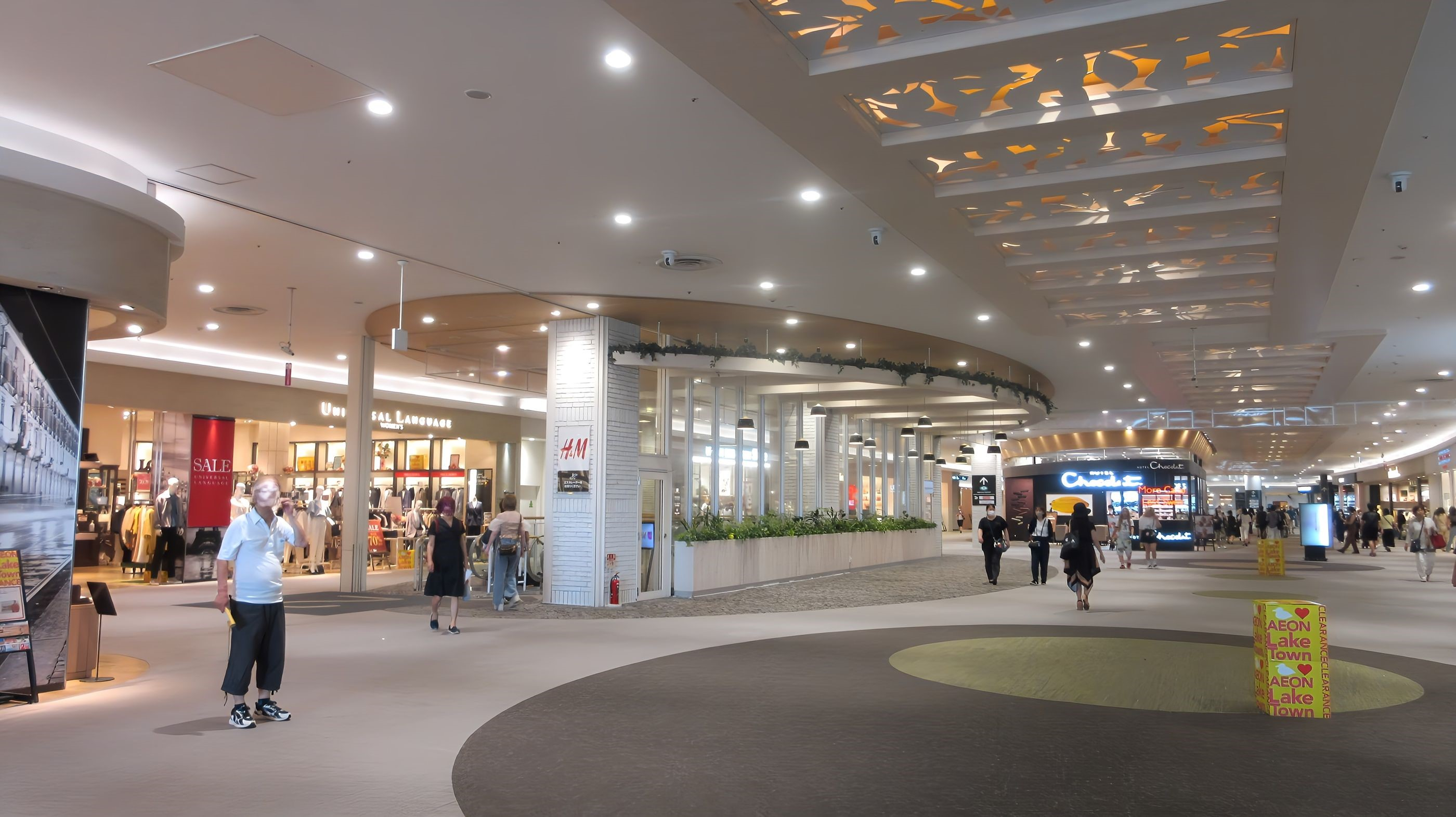
2Fの通路
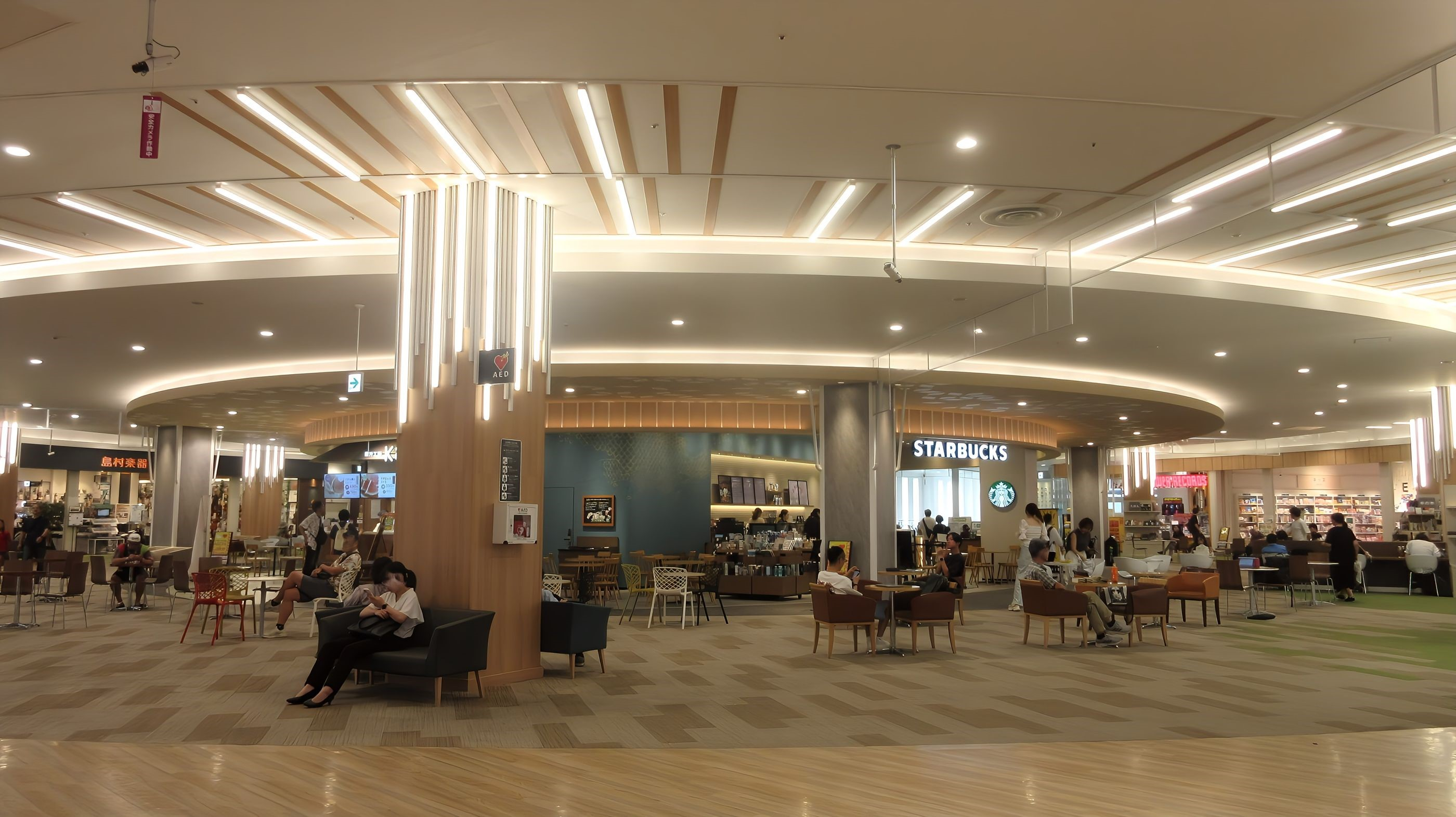
3F スタバ・未来屋書店前
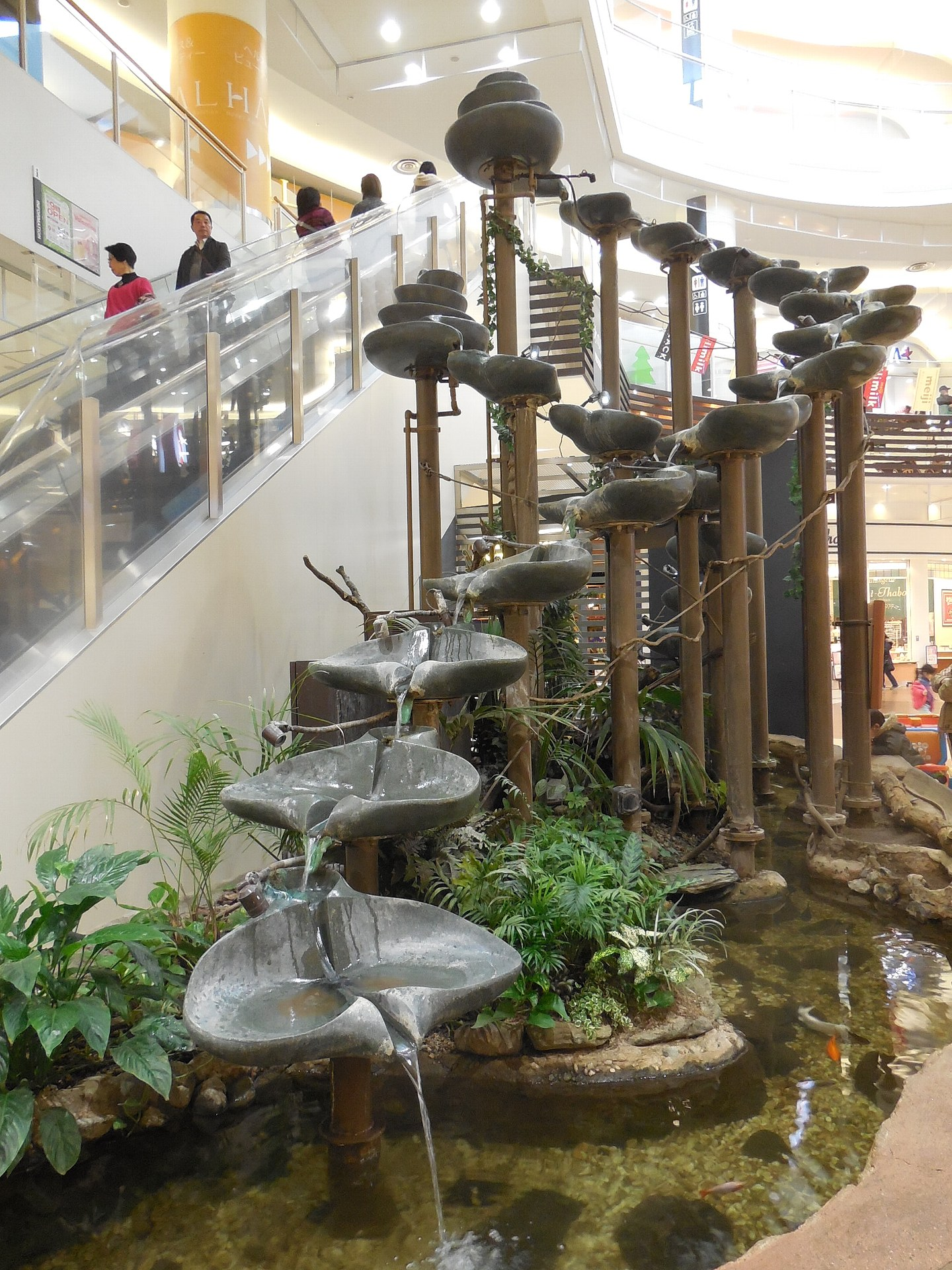
mori フローフォームのオブジェ

### 別棟
- キグナス石油

### Outlet棟
- ユナイテッドアローズアウトレット

outlet

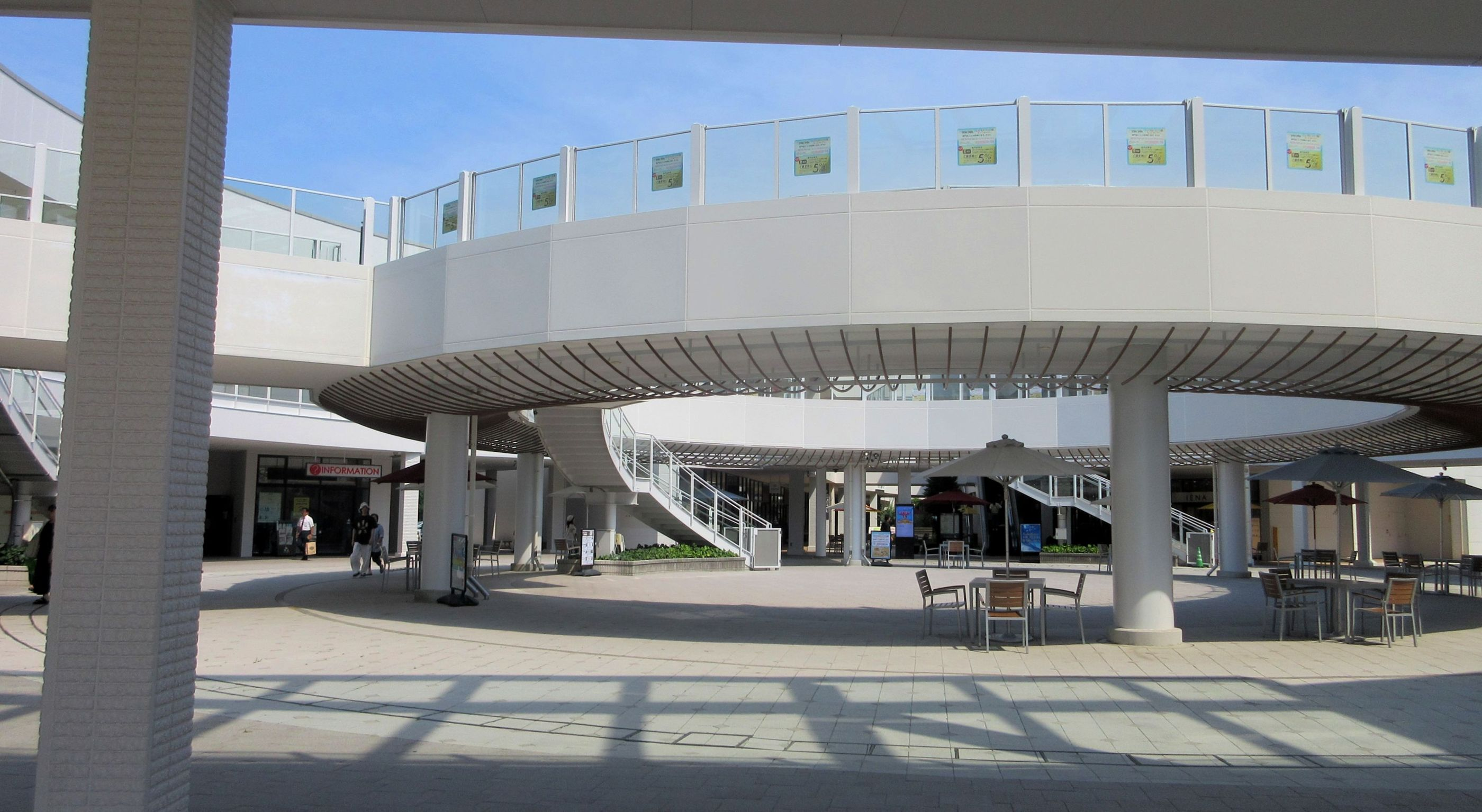
1F・2F 空の広場
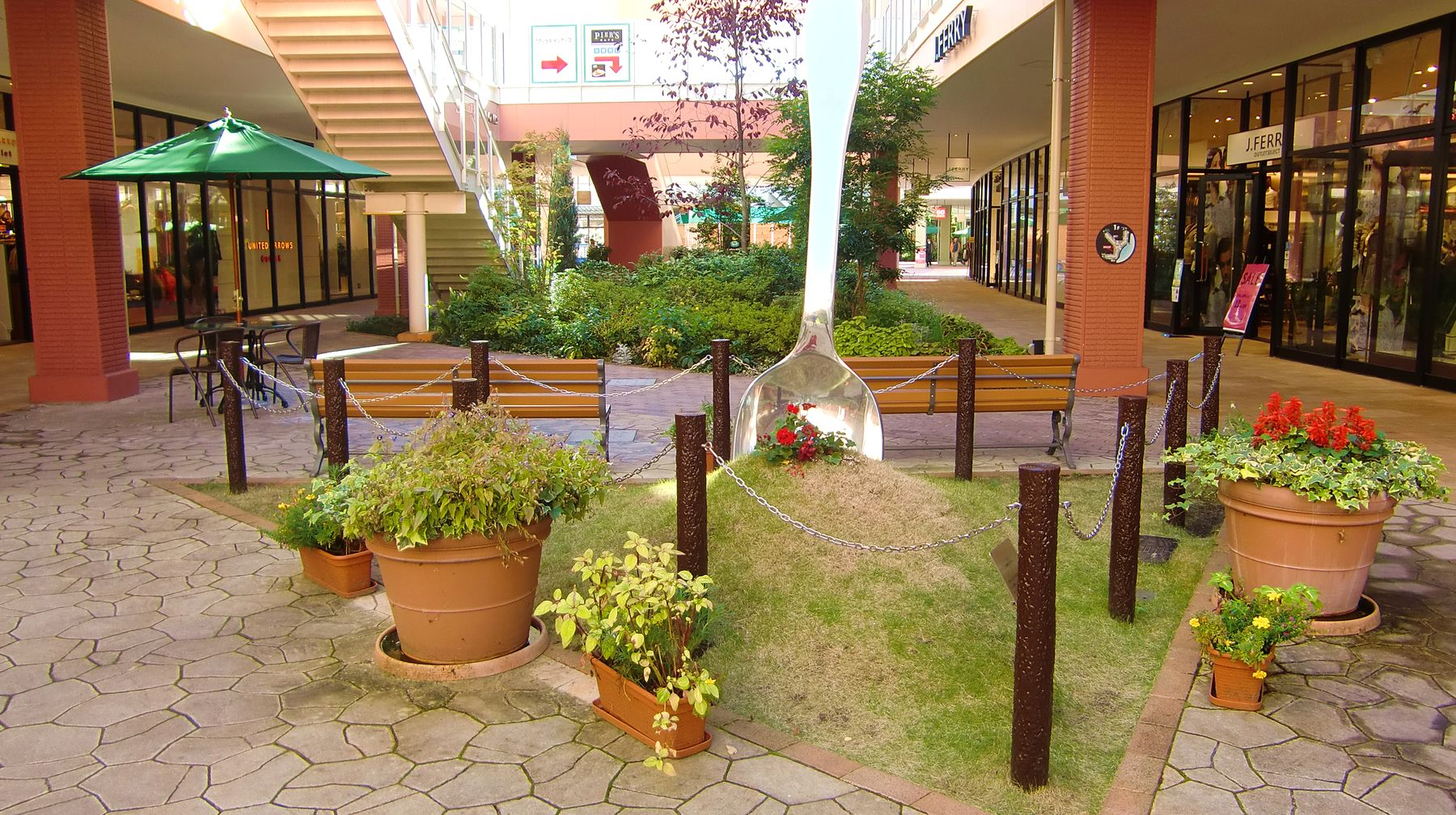
OUTLET 緑に囲まれたスプーンのオブジェ
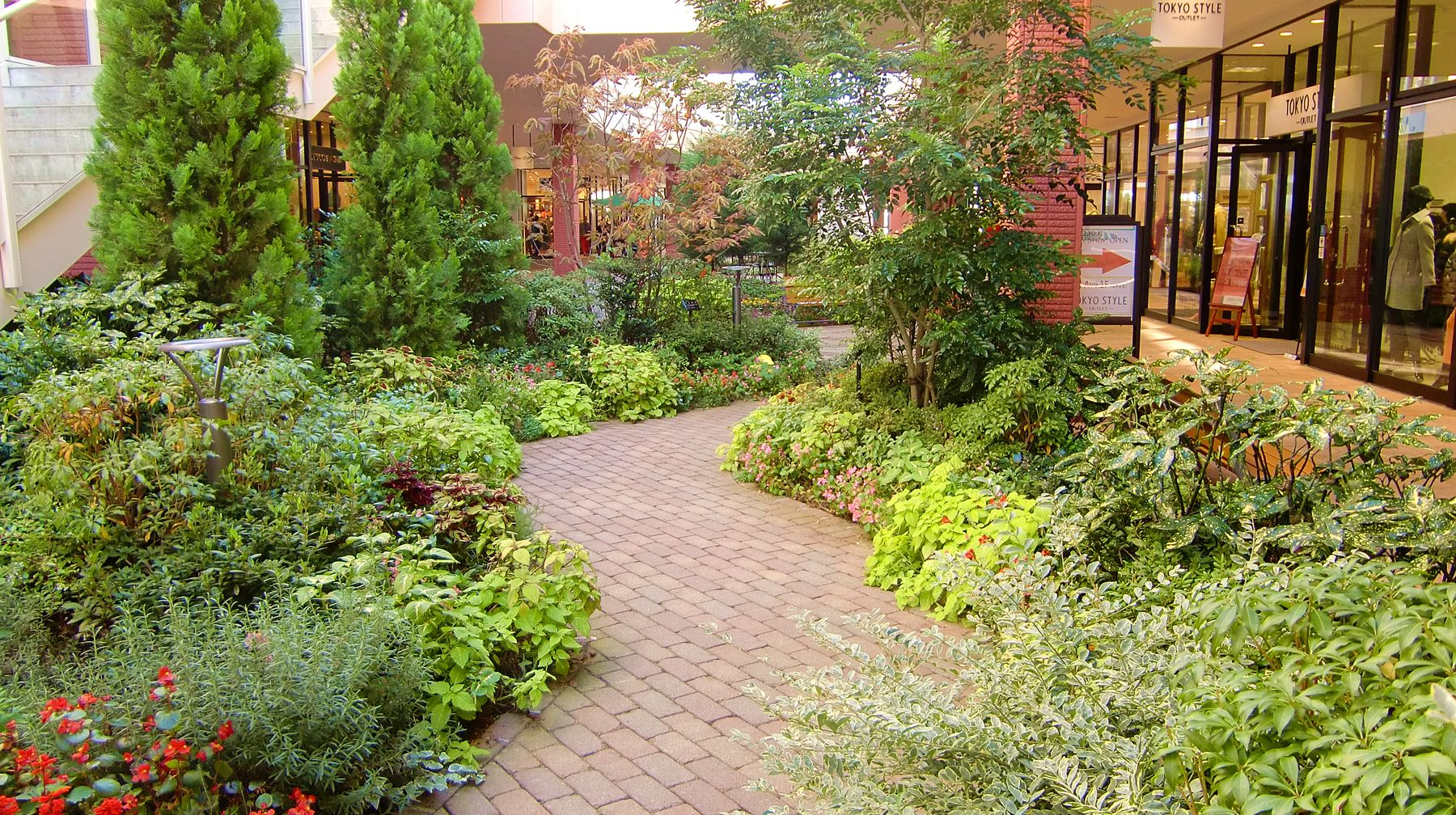
OUTLET 美しい緑の歩行路
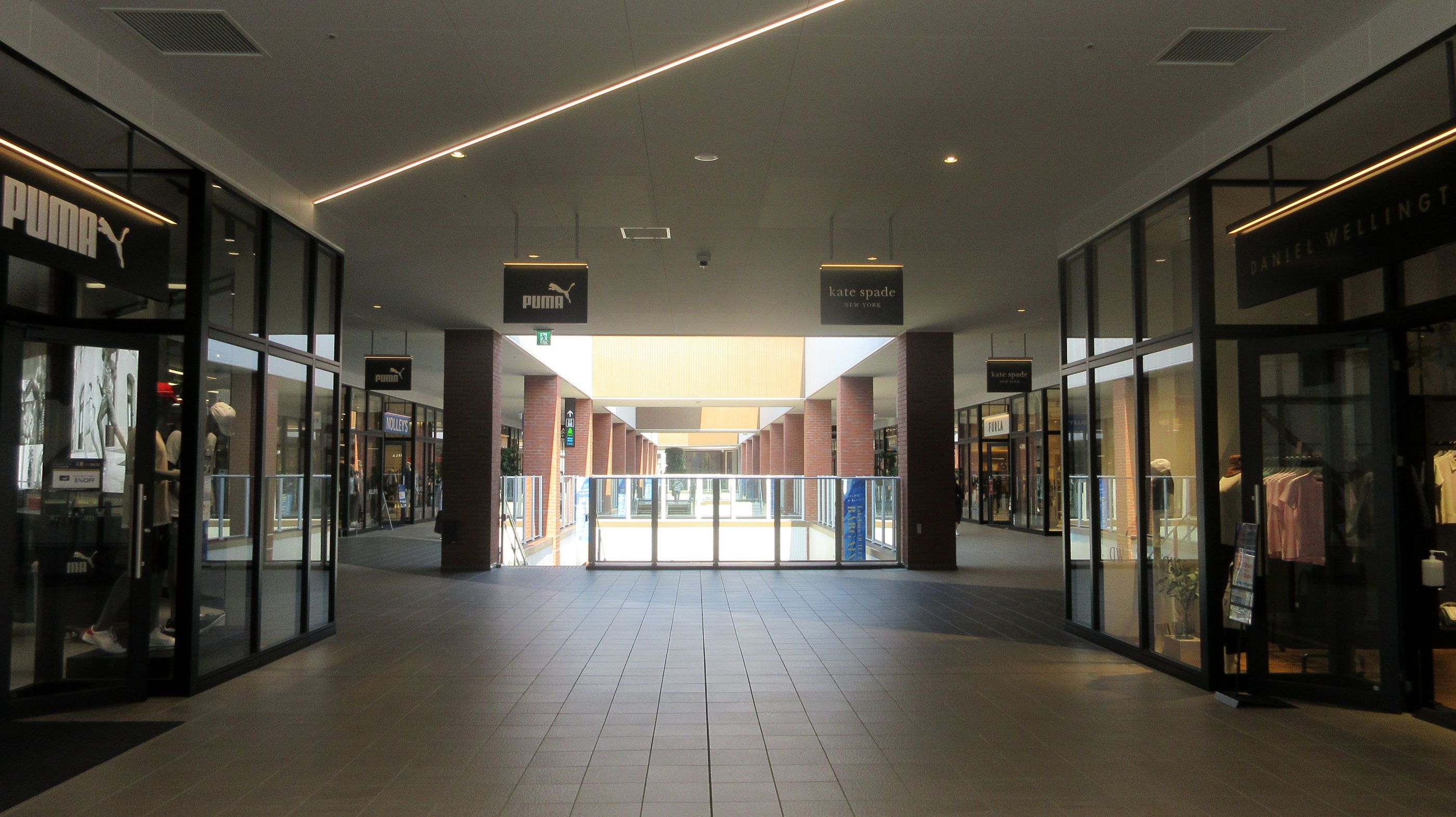
増床棟(2024年)

## 新しくなったイオンレイクタウン
イオンレイクタウンでは2023年よりリニューアル工事が開始された。施設間アクセスの向上を図るべくブリッジを新設もしくは延伸、これによりレイクタウン全体を快適に移動できるようなった。
レイクタウンアウトレットでは、従来駐車場として使用していたエリアに２階建ての増床棟を新設し、新規の３４店舗を含む６４店舗をリニューアルした。
OUTLETの増床棟にはレイクタウンkazeと接続するブリッジが新設された。また既存棟においても、レイクタウンmoriと接続するフォレストブリッジを３街区の２階へ直結させるほか、「空の広場」のデッキを延伸し、１街区・２街区・３街区の２階をつなげることで、雨の心配なく施設間を移動することが可能となった。より快適に買い物を楽しめるよう配慮されている。
KAZEの２階には、「ＴＳＵＴＡＹＡ」が蔵書数を大きく増やし、文具・雑貨、トレカの品揃えも拡充させ、移転拡大しオープンしている。

## 越谷市とイオン
イオンモール（株）は、大相模調節池河畔の水辺の活用を図り、河川管理者である埼玉県と一体で地域の活性化を図るべく、越谷市と2022年8月27日に「（仮称）大相模調節池河畔 水辺活用に関する基本協定」を締結した。これにより、水辺空間づくりにおいて、良好な水辺と都市空間の形成や人の賑わい、地域との連携による魅力の向上などを図るものとしている。
そのためレイクアンドピース（株）と地域住民とともに、タウンミーティングや実証実験などを実施、地域内での水辺活用の策定を進めてきている。

## 交通アクセス

### 自家用車
- 国道4号東埼玉道路
  - 駐車場8,160台（kazeエリア 2,370台、moriエリア 5,790台）完備。最初の5時間無料、以降30分毎100円。シネマ利用者はさらに1時間無料。2009年（平成21年）5月2日より土曜・日曜・祝日は終日無料となった。すべてタイムズ24によって管理され[20]、WAON決済にも対応している。
  - 「パーク&ライドキャンペーン」として、東武伊勢崎線およびJR武蔵野線沿線にある指定のタイムズ駐車場を利用し、駐車券もしくは駐車証明書と当日購入4,000円以上のレシートを所定のカウンターに提示すると、500円分のギフトカードを受け取ることが可能であったが、2012年（平成24年）9月20日をもって終了した。[21]
  - 2024年（令和6年）12月2日からは、ピットデザイン株式会社による管理（スマートパーク）に変更。土曜・日曜・祝日の無料開放は終了した。

### 鉄道
- JR武蔵野線 越谷レイクタウン駅
  - 駅正面にkaze正面玄関である「レイクタウンゲート」がある。

来店当日に、SuicaやPASMOなどのICカードを使って越谷レイクタウン駅まで鉄道を利用し、mori棟、kaze棟、アウトレット棟にそれぞれ設置してあるサービス端末に利用したICカードを読み込むことで、運賃に応じたグリーンスコアを貯めることができる。

### 路線バス
- 朝日自動車（越谷営業所）
  - 吉川駅 - 越谷駅・南越谷駅路線で幸町入口（KAZE）および（MORI・アウトレット）下車。
- ジャパンタローズ
  - LA1/2系統（タローズ本社前 - レイクタウン北口）レイクタウン駅北口下車。

### 無料シャトルバス
越谷レイクタウン駅 - イオンレイクタウンmori間を毎時2 - 3本運転。休日は13時までの運転となる。

## 近隣SC
- ららぽーと新三郷
- ピアラシティ
- イオンモール浦和美園
- イオンモール春日部